# Zatoka Aransas
Zatoka Aransas (ang. Aransas Bay) – zatoka położona na południowym wybrzeżu stanu Teksas, około 48 km na północny wschód od Corpus Christi i 278 km na południe od San Antonio. Zwrócona jest w kierunku północno-wschodnim i południowo-zachodnim. Wyspa San José (nazywana także Wyspą St. Joseph) oddziela ją od Zatoki Meksykańskiej, natomiast kanał Aransas Pass łączy obydwie zatoki. Na jej południowym krańcu znajdują się miasta Aransass Pass i Port Aransas, a na zachodnim brzegu leży miejscowość Rockport. Jej główne przedłużenia to Zatoka Redfish, Copano, Saint Charles i Mesquite.
Kilka tysięcy lat temu na terenach otaczających zatokę zamieszkali Indianie. W XIX wieku imigranci z Europy założyli w pobliżu miasta Lamar, Aransas, Rockport, Fulton oraz Aransas Pass. W zatoce żyje wiele ryb, a także krewetki i ostrygi; znaleziono tam także ropę naftową.

## Historia

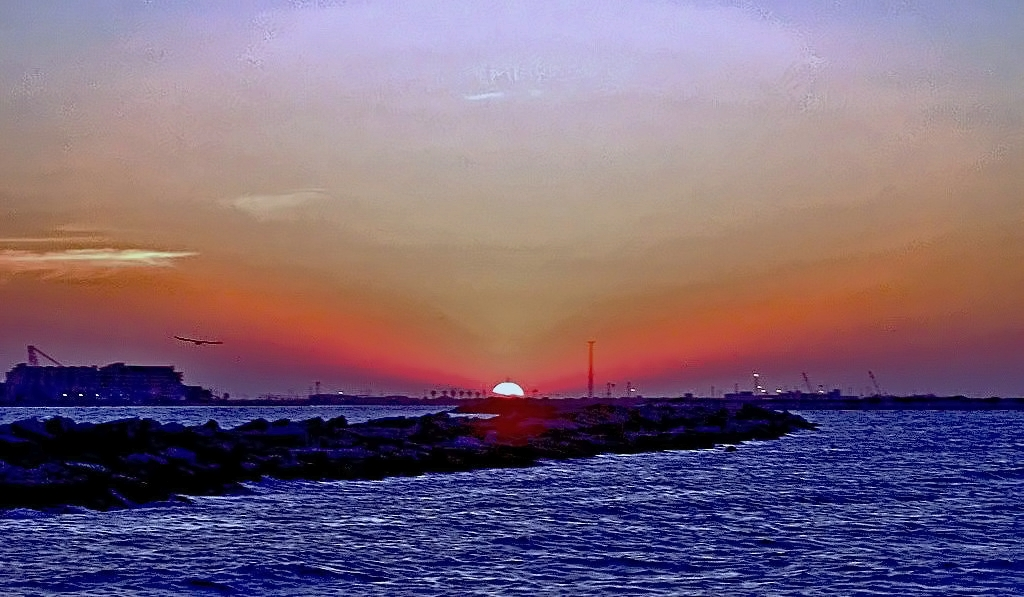
Zatoka Aransas w czasie zmierzchu

Pierwsi ludzie osiedlili się na obszarach otaczających zatokę około sześciu-ośmiu tysięcy lat temu. Cztery tysiące lat temu na terenach tych zamieszkała grupa Indian Aransas i od niej pochodzi nazwa zatoki. Około 1200-1300 n.e. opuścili oni ten obszar. Według archeologów w XV wieku przybyli tam Indianie z grup Karankawa i Coahuiltecan, ale czterysta lat później wielu z nich zmarło na choroby przywiezione przez Europejczyków.
Alonso Álvarez de Pineda z Hiszpanii jest uważany za pierwszego Europejczyka, który przepłynął przez zatokę. Dokonał tego około 1519. Przez następne stulecie Hiszpania nie interesowała się zbytnio tym obszarem, do czasu, aż pod koniec XVII powstała na terenach Teksasu francuska kolonia. Wówczas Alonso De León miał znaleźć obszar, na którym osiedliliby się Hiszpanie, jednak nie założono kolonii.
W czasie rządów meksykańskich, władze nakłady limity osadnictwa do czasu, gdy w 1828 empresario pozwolił na imigrację Irlandczyków i Meksykanów. W 1832 James Power założył miasto Aransas City. Dwa lata później powstał port Lamar i w ciągu sześciu lat miejscowość Aransas wyludniła się. W czasie wojny secesyjnej to miasto także opustoszało. Miejscowość Aransas położona na wyspie San Jose założona w tym samym czasie, co Lamar, także została zniszczona. W czasie wojny secesyjnej zatoka była jedną z głównych dróg wodnych, gdyż była chroniona przez wyspy barierowe, takie jak San Jose

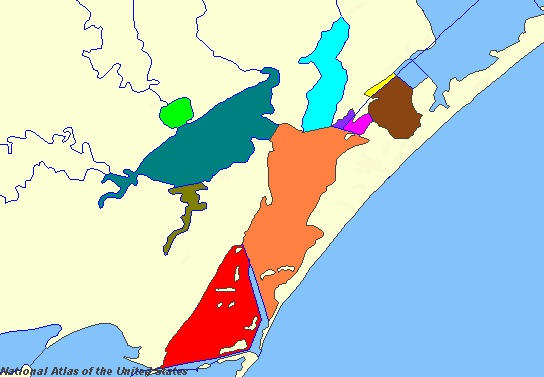
Zatoka Aransas (pomarańczowy), Redfish (czerwony), Mission (zielonkawożółty), Port (oliwkowy), Copano (akwamaryna), Saint Charles (jasnoniebieski), Dunham (fioletowy), Carlos (różowy), Sundown (żółty) i Mesquite (brązowy)

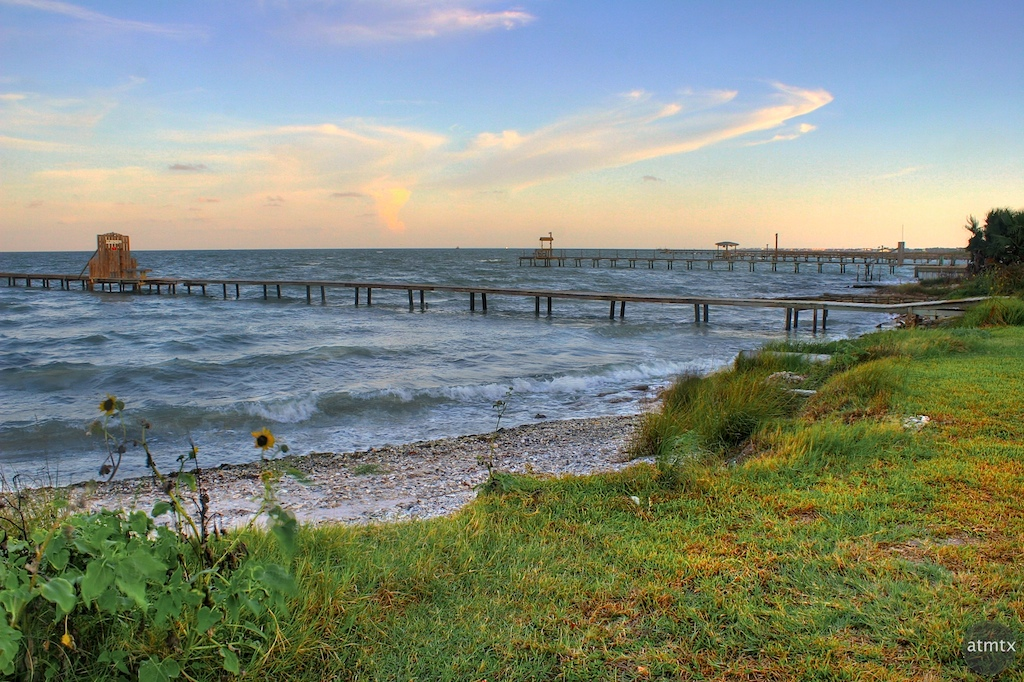
Mola nieopodal Fulton

Z powodu zniszczeń wojennych, w drugiej połowie lat 60. XIX wieku założono porty Fulton i Rockport. Rockport miał zostać portem głębokowodnym, jednak z powodu kilku braków, w 1879 wybrano zamiast niego Aransas Pass. W 1912 ukończono szeroki na 100 i głęboki na 8,5 stopy kanał. W 1916 i 1919 nad portem przeszły huragany. Z tego powodu Korpus Inżynieryjny Armii Stanów Zjednoczonych wybrał miasto Corpus Christi jako umiejscowienie portu głębokowodnego na obszarze wybrzeża Zatoki Meksykańskiej. W latach 60. XX wieku utworzono kurort Key Allegro położony pomiędzy Rockport a Fulton. Według danych z 2000, w otaczającym zatokę hrabstwie Aransas żyło 24 615 osób.

## Geografia
Średnia głębokość Zatoki Aransas i jej odgałęzień (główne z nich to zatoki Saint Charles, Copano, Mesquite i Redfish; Redfish jest czasem uznawane jako część Zatoki Corpus Christi) wynosi trzy metry. Cały obszar wodny ma powierzchnię 539 km².
Każdej sekundy około 28 m³ wody wypływa do zatoki. Wymiana wód z Zatoką Meksykańską następuje w kanałach Cedar Bayou i Aransas Pass. Zasolenie zatoki wynosi 15‰, zaś woda morska jest zasolona średnio w 35‰. Różnica ta wynika z tego, że woda słodka wpływa do zatoki i jej odgałęzień z Potoku Copano i rzek Mission oraz Aransas, które tworzą estuarium Mission-Aransas. Wpływa także poprzez rzekę Guadalupe, która uchodzi do zatoki San Antonio. Łącznie woda słodka to około 60-70% całkowitej objętości zatoki Aransas i jej odgałęzień. Poziom ten uważany jest za minimalny.
Droga szybkiego ruchu Texas State Highway 53 łącząca Corpus Christi z Houston biegnie równolegle do brzegu zatoki. Częścią tej drogi jest długa na 1,5 mili grobla komunikacyjna łącząca Live Oak z półwyspem Lamar na granicy zatok Aransas i Copano. Pierwsza grobla powstała w 1933, ale w 1966 zastąpiono ją nową. Starsza została później zmieniona na molo rybackie. W 1981, blisko 10 tys. pojazdów dziennie przejeżdżało przez most.

## Ekosystem

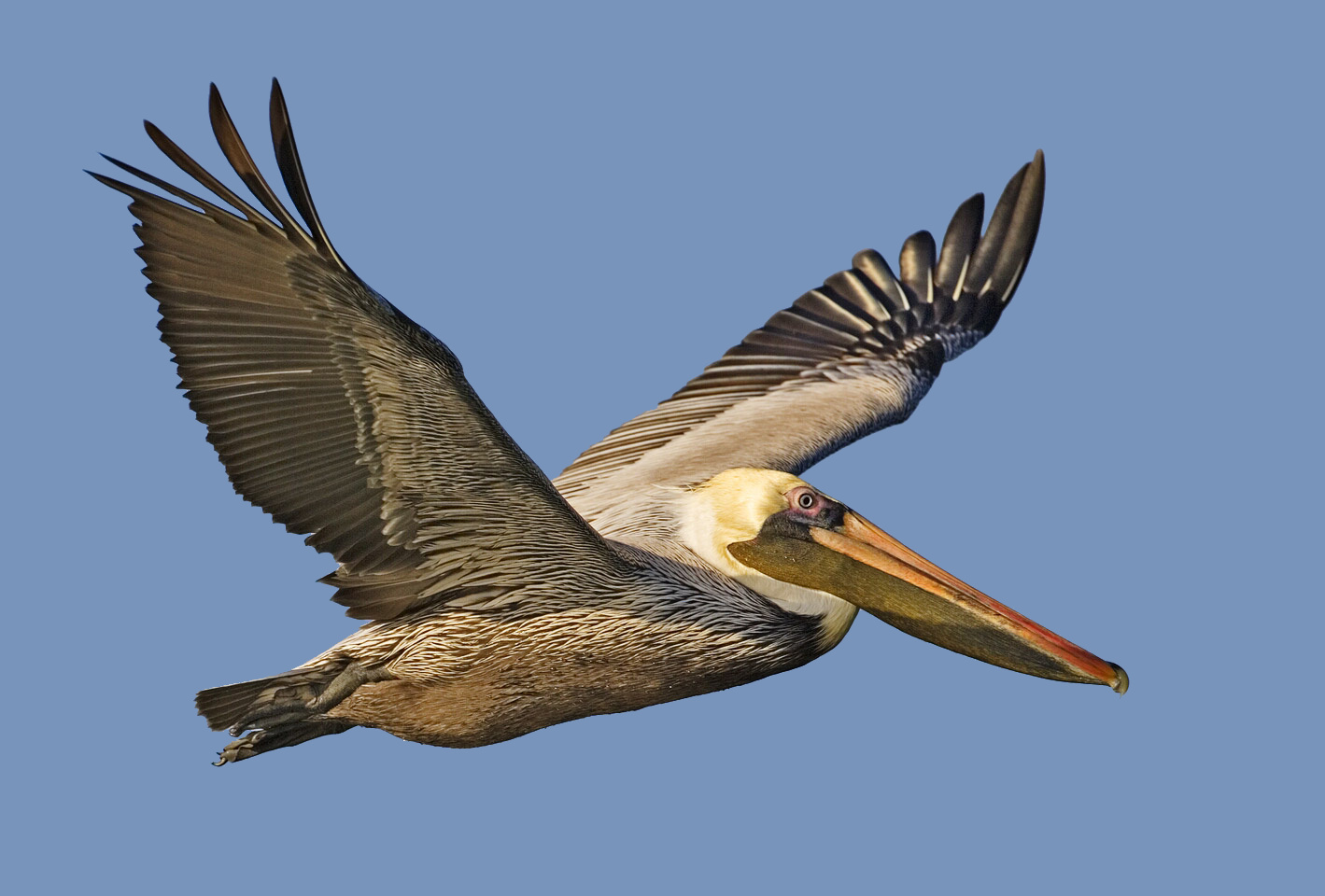
Pelikan brunatny lecący nad portem Fulton

Według Texas Parks and Wildlife w zatoce żyją m.in. takie gatunki ryb, jak kulbak czarny, kulbak czerwony, flądra południowa, karanks atlantycki, seriola lalanda, Bidyanus bidyanus, korokara meksykańska, Lagodon rhomboides, troć, żarłacz czarnopłetwy, żarłacz tępogłowy, owczak, lucjan szary i żuchwiak; poza tym spotyka się tam gatunki z sumokształtnych, węgorzokształtnych, elopsowatych i batrachowatych. W zatoce występują także krewetki, ostrygi i kraby. W wielu miejscach znajduje się trawa morska, która stwarza idealne warunki dla ryb i miejsce do składania ikry. Pełni także funkcję filtru oczyszczającego wody zatoki.
Wiele ptaków migruje nad tereny otaczające zatokę, najczęściej do Aransas National Wildlife Refuge. Są to między innymi: perkozek białoskrzydły, pelikan brunatny, kormoran oliwkowy, ibis amerykański, warzęcha różowa, drzewica czarnobrzucha, krzyżówka florydzka, myszołów białosterny, karakara czubata, lelkowiec białoszyi, dzięciur złotoczelny, bentewi wielki, modrowronka zielona, przedrzeźniacz długodzioby, ciszek oliwkowy, bagiennik żółtoczelny i starzyk czarny. W pobliżu zatoki zaobserwowano także żurawia krzykliwego, który jest zagrożony wyginięciem. W 1990 żyło tylko 15 osobników, a obecnie liczba ta wynosi około 180. Przetrwanie tego, jak i innych gatunków ptaków zależy od występowania kraba niebieskiego. Z tego powodu, aby chronić populację, usunięto tysiące pułapek na ten gatunek krabów.

## Przemysł

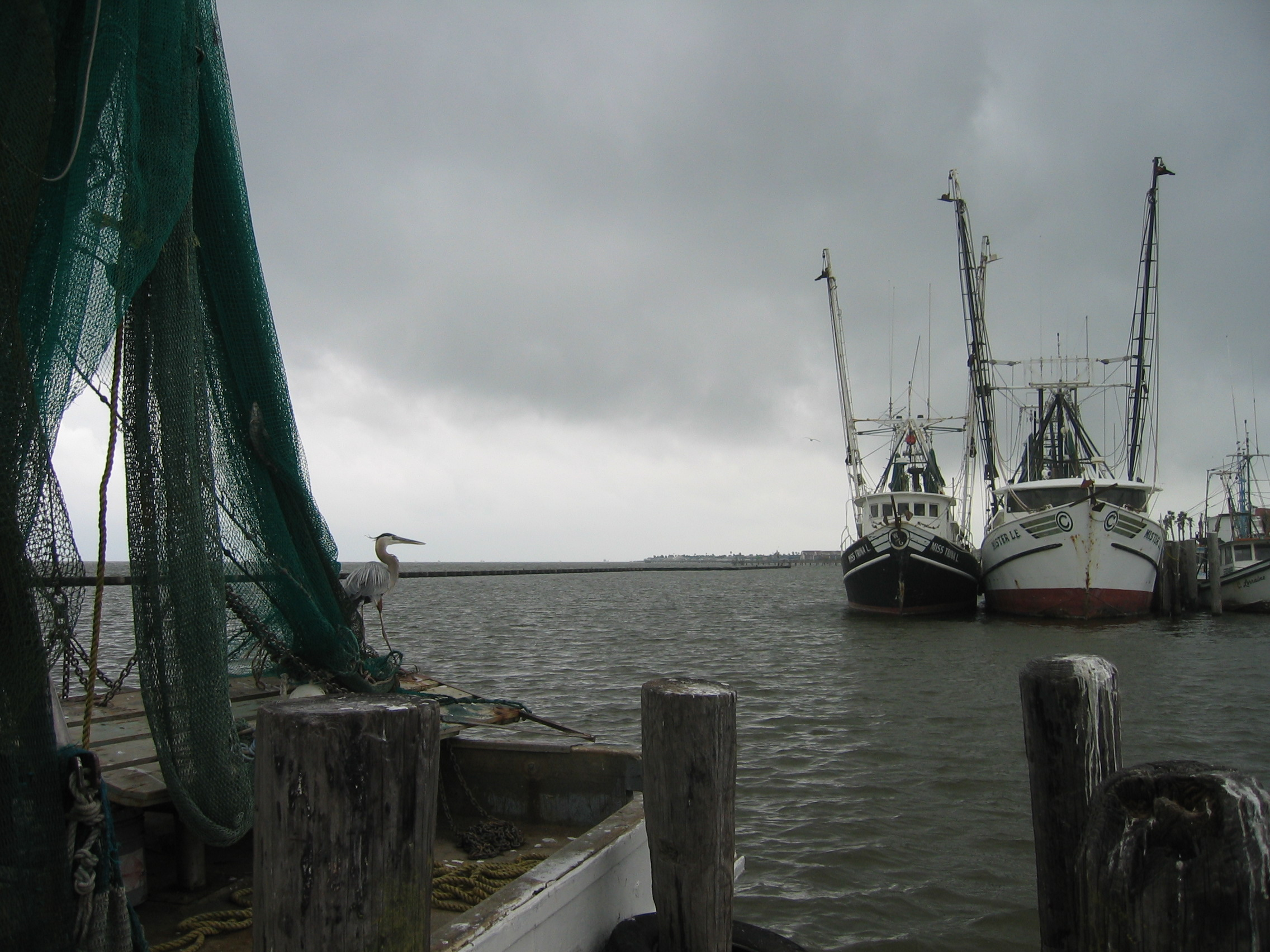
Statki w Fulton na zatoce Aransas

Z powodu lokalizacji zatoki, przewóz towarów drogą wodną zawsze miał znaczący wpływ na miejscowy przemysł. Od czasów wojny secesyjnej porcjowanie mięsa jest głównym źródłem dochodów portów nad zatoką, szczególnie Rockport i Fulton. Wybudowano tam wiele rzeźni. Początkowo prowadzono ubój bydła domowego tylko dla skóry, ponieważ nie przechowywano mięsa w chłodni. Z tego powodu mięso niewykorzystane jako pasza dla świń lądowało w zatoce. Zmieniło się to w 1871, kiedy to do zakładów trafiły generatory lodu. W 1880, 93% teksańskiej wołowiny przetwarzano w Rockport-Fulton.
Na początku XX wieku ważną rolę odgrywał połów ryb i krewetek oraz ostryg. Rozwijało się również okrętownictwo, które po I wojnie światowej przeżywało najlepsze lata. W czasie II wojny światowej United States Navy przejęła kilka stoczni z tego obszaru.
W 1936 w zatoce odkryto ropę naftową. W 1946 funkcjonowało 13 odwiertów. W 1990 wyprodukowano 498 703 baryłki, zaś w latach 1936-1990 łączna ich liczba wyniosła 77 milionów.
Ważną rolę pełni także turystyka. W pobliżu zatoki powstaje wiele hoteli, głównie w Rockport, gdzie znajduje się jedyna plaża. Turyści przyjeżdżają głównie z powodu miejscowych ryb i ptaków, a także aby pozwiedzać.